# Vestalias

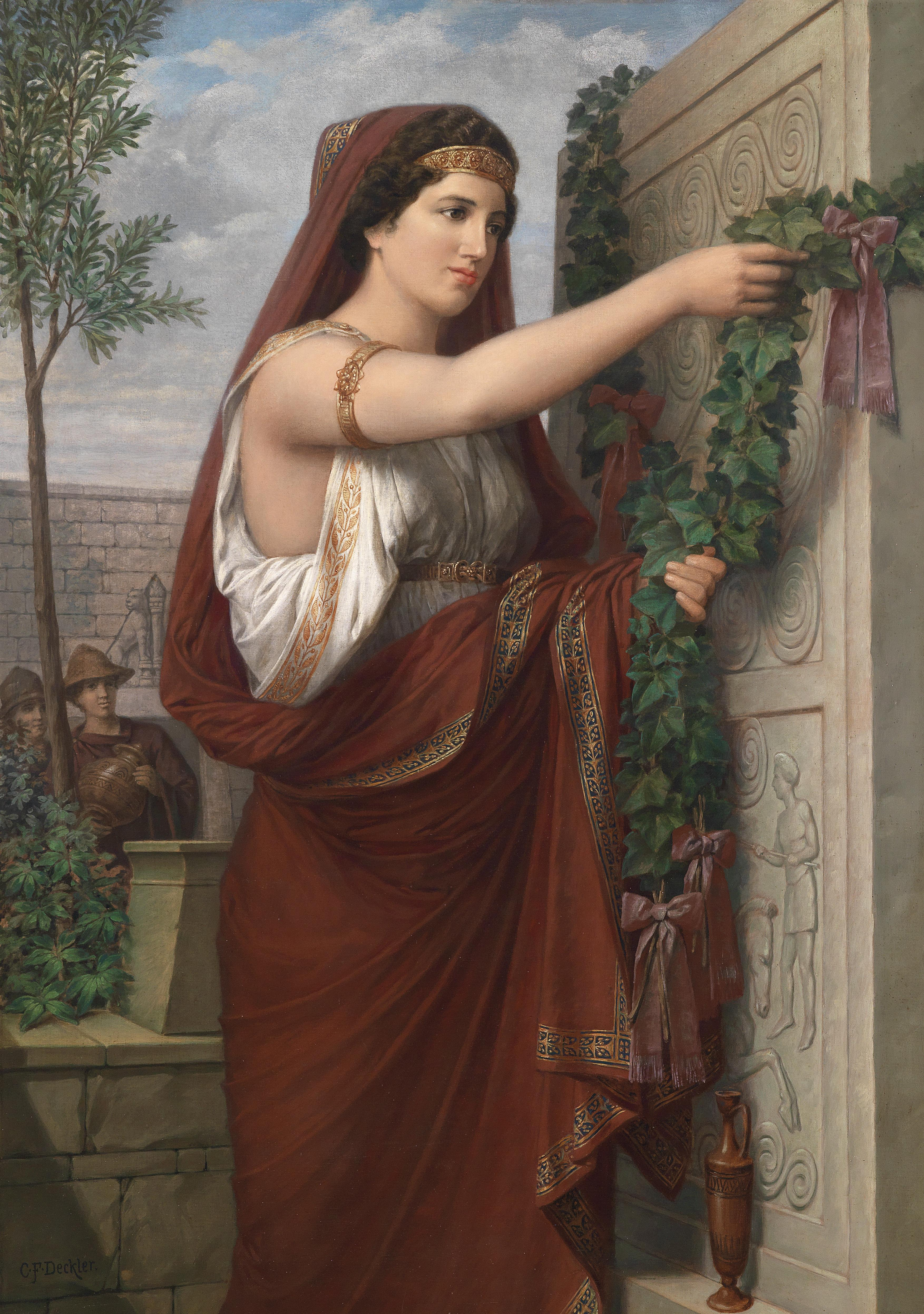
Virgen vestal colgando una corona de hiedra.

En la antigua Roma, se llamaban vestalias a las fiestas que se celebraban los días 7 a 15 de junio en honor de la diosa Vesta.
El primer día, se abría el templo a las mujeres que querían hacer sacrificios a la diosa que iban a pie hasta el mismo. Durante las fiestas, el pueblo se paseaba en asnos coronados de flores y con collares de panecillos.
- Datos: Q3100328